# Campionato mondiale per club FIVB 1989
Il Campionato del Mondo per club FIVB 1989 è stata la 1ª edizione del massimo torneo pallavolistico mondiale per club, organizzato per la prima volta dalla FIVB.
Il torneo è iniziato il 9 dicembre 1989 e si è concluso il giorno successivo, il 10 dicembre; tutti gli incontri si sono disputati al PalaRaschi di Parma. Il titolo è stato vinto dalla Pallavolo Parma, squadra italiana padrona di casa.

## Squadre partecipanti
Alla competizione presero parte i campioni continentali provenienti dalle federazioni affiliate alla FIVB. Le squadre partecipanti furono i Campioni d'Europa, i Campioni del Sudamerica, i Campioni d'Asia e i Campioni d'Africa. Inoltre presero parte al torneo la squadra di casa e una sesta squadra, anch'essa del Brasile, invitata dalla FIVB tramite wild card.

## Classifica finale
| Pos | Squadra      | Nazione          | Confederazione |
| --- | ------------ | ---------------- | -------------- |
| 1   | Parma        | Italia           | CEV            |
| 2   | CSKA Mosca   | Unione Sovietica | CEV            |
| 3   | Pirelli      | Brasile          | CSV            |
| 4   | Banespa      | Brasile          | CSV            |
| 5   | Nippon Steel | Giappone         | AVC            |
| 6   | Sfaxien      | Tunisia          | CAVB           |